# Lean On
Singles de Major Lazer
Come On to Me
(2014) Powerful
(2015)
Singles par DJ Snake
You Know You Like It
(2014) Middle
(2015)
Singles par MØ
Beg for It
(2014) Kamikaze
(2015)
Clip vidéo
(en) [vidéo] « "Lean On" (official) », sur YouTube
Lean On est une chanson du groupe Major Lazer, réalisée en collaboration avec le DJ et producteur français DJ Snake. La chanson contient des paroles chantées par la Danoise MØ. C'est le premier single extrait de l'album Peace Is the Mission de Major Lazer.
La semaine du 19 avril 2015, la chanson bat le record de lectures hebdomadaires en streaming en France avec près de 2 millions d'écoutes. Mise en ligne le 22 mars 2015, la vidéo de Lean On a dépassé le milliard de vues le 8 janvier 2016 et cumule actuellement 3,7 milliards de vues.

## Clip
Le clip est réalisé par Tim Erem (en) et tourné en février 2015 dans l’État de Maharashtra en Inde, notamment dans les ND Studios, ainsi que dans la « salle dorée » de l'hôtel de ville de Stockholm.

## Liste des titres
| 1. | Lean On | 2:56 |

| 1. | Lean On (Dillon Francis & Jauz Remix) | 4:38 |
| 2. | Lean On (CRNKN Remix)                 | 3:24 |
| 3. | Lean On (Ephwurd & ECT!ECT! Remix)    | 3:18 |
| 4. | Lean On (Fono Remix)                  | 5:09 |
| 5. | Lean On (Malaa Remix)                 | 6:17 |
| 6. | Lean On (Moska Remix)                 | 4:07 |

| 1. | Lean On (J Balvin & Farruko Remix) | 3:45 |
| 2. | Lean On (Tiësto & MOTi Remix)      | 4:56 |

## Classements hebdomadaires
| Classement (2015)                       | Meilleure position |
| --------------------------------------- | ------------------ |
| Allemagne (Media Control AG)            | 4                  |
| Australie (ARIA)                        | 1                  |
| Autriche (Ö3 Austria Top 40)            | 3                  |
| Belgique (Flandre Ultratop 50 Singles)  | 2                  |
| Belgique (Wallonie Ultratop 50 Singles) | 3                  |
| Canada (Hot 100)                        | 5                  |
| Danemark (Tracklisten)                  | 1                  |
| Écosse (OCC)                            | 16                 |
| Espagne (PROMUSICAE)                    | 4                  |
| États-Unis (Hot 100)                    | 4                  |
| Europe (Hot 100)                        | 3                  |
| France (SNEP)                           | 2                  |
| France (SNEP Streaming)                 | 1                  |
| Finlande (Suomen virallinen lista)      | 1                  |
| Hongrie (Single Top 40)                 | 40                 |
| Irlande (IRMA)                          | 10                 |
| Italie (FIMI)                           | 3                  |
| Nouvelle-Zélande (RMNZ)                 | 1                  |
| Norvège (VG-lista)                      | 3                  |
| Pays-Bas (Nederlandse Top 40)           | 1                  |
| Pays-Bas (Single Top 100)               | 1                  |
| Tchéquie (IFPI Rádio)                   | 9                  |
| Royaume-Uni (UK Singles Chart)          | 2                  |
| Royaume-Uni (UK Dance Chart)            | 1                  |
| Royaume-Uni (UK Indie Chart)            | 1                  |
| Slovaquie (IFPI Rádio)                  | 61                 |
| Suède (Sverigetopplistan)               | 2                  |
| Suisse (Schweizer Hitparade)            | 1                  |

## Certification
| Région                                                                                                 | Certification | Ventes/Streams |
| --- | ------------- | -------------- |
| Australie (ARIA)                                                                                       | 8 × Platine   | 70 000^        |
| Autriche (IFPI)                                                                                        | 1 × Or        | 0x             |
| Belgique (BEA)                                                                                         | 2 × Platine   | 0*             |
| Danemark (IFPI)                                                                                        | 1 × Platine   | 0^             |
| Allemagne (BM)                                                                                         | 2 × Platine   | 0^             |
| Italie (FIMI)                                                                                          | 7 × Platine   | 0‡             |
| Nouvelle-Zélande (RMNZ)                                                                                | 4 × Platine   | 15 000*        |
| Suède (GLF)                                                                                            | 6 × Platine   | 0x             |
| Suisse (IFPI)                                                                                          | 2 × Platine   | 0x             |
| Royaume-Uni (BPI)                                                                                      | 4 × Platine   | 0‡             |
| États-Unis (RIAA)                                                                                      | Diamant       | 10 000 000^    |
| France (SNEP)                                                                                          | Diamant       | 400 000*       |
| *Ventes selon la certification ^Mise en rayon selon la certification xNon précisé par la certification |               |                |